# Antivaleria japonica
Antivaleria japonica är en fjärilsart som beskrevs av John Henry Leech 1889. Antivaleria japonica ingår i släktet Antivaleria och familjen nattflyn. Inga underarter finns listade i Catalogue of Life.